# Laódice (hija de Príamo)
En la mitología griega, Laódice (en griego antiguo, Λαοδίκη) era una de las hijas de Príamo y Hécuba.
Laódice quedó impresionada con los méritos de Acamante, que acudió como heraldo de los aqueos para reclamar a Helena en la ciudad de Troya diez años antes de la guerra. Con él fue madre de Múnito.
En las Fábulas de Higino, se la considera casada con Télefo, pero éste, obedeciendo a un oráculo, abandonó la ciudad para que sus enemigos le curaran su herida. Una vez sanado, Télefo se negó a participar en el ataque directo a Troya por respeto a su mujer, aunque ayudó a los aqueos mostrándole caminos y estrategias para atacarla.
En la Ilíada, está casada con Helicaón y se la describe como la más hermosa de las hijas de Príamo.
Durante el saqueo de Troya, rogó a los dioses que la tierra se la tragara antes de tener que sufrir esclavitud, y desapareció cayendo en una sima que se abrió en la tierra. Sin embargo, en su Descripción de Grecia, Pausanias la cuenta entre las mujeres cautivas tras la guerra de Troya.